# Пьотар Жилінський
Пьотар Жилінський (1817—1887) — білоруський католицький діяч у Російській імперії.

## Життєпис
Священник з 1842. Настоятель Вільнюської парафії Гостра Брама. Прелат Вільнюської єпархії, офіціал консисторії. 
У 1866 та 1868 — 1883 — адміністратор Вільнюської єпархії у зв'язку з депортацією єпископа Адама Станіслава Красінського до Вятки. Проявив себе як активний прихильник русифікації церкви. Священники Едуард Тупальський, Антоній Німекша та Фердинанд Сенчиковський були його найближчими помічниками у цій справі. 
У листопаді 1869 під час аудієнції з Олександром II Пьотар заявив, що він є справжнім патріотом Російської імперії і готовий пожертвувати усім за вітчизну та царя.
У 1871 дав дозвіл на публікацію російськомовного катехізису «Римо-католицький катехізис про послух і відданість трону і Батьківщині нашої Русі або пояснення 4-ї Господньої заповіді щодо влади та його влади». 
У 1876 для прискорення русифікації церков колишня Мінська єпархія розділила її на два вікаріатства — Мінське та Слуцьке на чолі відповідно з Фердинадом Сенчиковським та Яном Юргевичем.
Політика адміністратора Жилінського викликала різке протистояння віруючих та священників. 
23 січня 1878 Жилінський отримав лист від кардинала Катерини, в якому той звинувачував Ватикан у самовільних поступках у керуванні дієцезією, а також у спробі позбутися найкращих священників та ввести російську мову в церкву. 
Рим вимагав скасувати посади вікаріїв. Наприкінці 1882 Пьотар Жилінський поїхав до Ватикану, де зрікся своїх попередніх «помилок» і отримав відпущення гріхів.
Нагороджений орденом святої Анни 2-го ступеня з імператорською короною, орденом святого Станіслава 2-го ступеня з імператорською короною, золотим грудним хрестом, хрестом та медаллю на честь Кримської війни (1853-1856) та медаллю за придушення Січневого повстання (1863-1864).